# 塔铺站
塔铺站位于中华人民共和国河南省新乡市延津县石婆固乡，建于1985年。距新乡站41公里，距兖州站273公里。现为四等站。客运办理旅客乘降，行李、包裹托运；货运办理整车货物发到。